# Club Egara
Maillots
Le Club Egara est un club sportif espagnol basé à Terrassa, Catalogne. Elle a été fondée en 1935 sous le nom de «CD Armonia Egara». Il est surtout connu pour son département hockey sur gazon mais il possède également des sections tennis, padel et golf.
Il joue dans les installations du Pla del Bon Aire. C'est l'une des meilleures équipes d'Espagne, ayant remporté 15 titres de champion d’Espagne.

## Honneurs

### Hommes
División de Honor
- Champions (15): 1970–1971, 1971–1972, 1972–1973, 1973–1974, 1974–1975, 1978–1979, 1991–1992, 1992–1993, 1995–1996, 1997–1998, 1998–1999, 1999–2000, 2000–2001, 2015-2016, 2018-2019

Copa del Rey
- Champions (18): 1921, 1952, 1961, 1963, 1965, 1968, 1969, 1971, 1972, 1973, 1993, 1998, 1999, 2000, 2007, 2009, 2018, 2021

Coupe d'Europe des clubs champions
- Vice-champions (2): 1993, 1999